# 가곡면 (삼척시)
가곡면(柯谷面)은 대한민국 강원특별자치도 삼척시의 면이다.

## 개요
가곡면은 원덕읍 오저출장소에서 탕곡리(湯谷里), 오목리(梧木里), 오저리(梧底里), 동활리(東活里), 풍곡리(豊谷里)의 법정리 5개리를 모체로 가곡면으로 승격한 면으로 면소재지는 오저리에 있다. 행정기관으로는 면행정복지센터, 보건지소, 소방파출소, 가곡치안센터 등이 있다. 관광지로는 응봉산과 덕풍계곡(용소골)·동활계곡 등이 있으며 특히 용소골은 응봉산 등산코스 중의 하나로 그 아름다움이 전국에 널리 알려져 있어 많은 등산객들이 즐겨찾는 곳중 하나이다.

## 연혁
- 1963년 12월 1일 : 가곡면의 전신인 원덕면 오저 출장소 개설
- 1986년 4월 1일 : 원덕읍에서 분리되어 삼척군 가곡면으로 승격[2]
- 1990년 1월 1일 : 오저리가 오저 1,2리로 분리
- 1995년 1월 1일 : 삼척군이 삼척시와 통합되어 삼척시 가곡면으로 개칭.
- 2001년 9월 3일 : 풍곡1,2리를 통합하여 풍곡리로 변경

## 법정리
- 탕곡리 湯谷里
- 오목리 梧木里
- 오저리 梧底里
- 풍곡리 豊谷里
- 동활리 東活里

## 교육
- 오저초등학교
- 오저초등학교 풍곡분교
- 가곡중학교
- 가곡고등학교

## 관광
- 덕풍계곡
- 동활계곡

## 특산물
- 마늘
- 고추
- 칡